# Іванець Андрій Валерійович
Андрій Валерійович Іванець — український історик, публіцист, громадський діяч. Кандидат історичних наук (2016). Наукові інтереси охоплюють історію Криму, період війн і революцій в материковій Україні та Криму поч. ХХ ст., біографістику, історію кримськотатарського народу, міжетнічні взаємини, російсько-українську війну поч. ХХІ ст.

## Життєпис
Народився 24 липня 1974 року в Сімферополі. У 1996 році закінчив історичний факультет Сімферопольського державного університету. У лютому 2017 — закінчив з відзнакою Національну академію державного управління при Президентові України за спеціальністю «Державне управління».
У 1996—1997 рр. — вчитель історії Молодіжненської загальноосвітної школи № 1 Сімферопольської районної державної адміністрації в АР Крим (смт Аграрне);
1998—1999 — менеджер з реклами "Агентства «КТН»;
1999—2000 — проходив стажування у Верховній Раді України за програмою «Помічник Голови комітету Верховної Ради»;
2000—2001 — завідувач інформаційним відділом Всеукраїнського інформаційно-культурного центру в м. Сімферополі;
2002 — кореспондент Кримського агентства новин;
2002—2003 — заступник головного редактора газети «Кримські новини»;
2007—2009 — головний консультант Представництва Президента України в АР Крим;
2009—2012 — представник Національної Ради України з питань телебачення і радіомовлення в АР Крим;
Січень–травень 2014 р. — старший науковий співробітник Регіонального філіалу Національного інституту стратегічних досліджень в м. Сімферополі, Регіонального філіалу НІСД у м. Одеса.
Після Анексії Криму змушений був покинути територію окупованого півострова. З травня 2014 до серпня 2015 р. — завідувач відділу з питань тимчасово окупованої території та соціальної адаптації Адміністрації президента України.
З 2017 року — провідний науковий співробітник і член Вченої ради Науково-дослідного інституту українознавства МОН України.

## Праці
2016 року захистив дисертацію «Кримське питання в політиці Української Народної Республіки періоду Директорії (кін. 1918—1920 рр.)» за спеціальністю «Історія України» та здобув науковий ступінь кандидата історичних наук.
Автор монографій:
- «Кримська проблема в діяльності УНР періоду Директорії (кін. 1918—1920 рр.)» (2013)
- «Перший Курултай: від кримськотатарських установчих зборів до національного парламенту (1917—1918 рр.)» (2018)

Автор і співукладач документальної частини книжки «Кримськотатарський національний рух у 1917—1920 рр. за архівами спецслужб» (2019), співавтор книжки «Наш Крим: неросійські історії українського півострова» (2016), монографії «Україна ХХ ст.: суспільно-політичні моделі національної держави (державницька ідеологія та програмні засади провідних українських політичних партій і громадсько-політичних об'єднань)» (2018), «Крим та Донецький край в умовах російської агресії: гуманітарні, соціополітичні та безпекові виміри: Монографія» (2018), посібника «Історія Криму та кримськотатарського народу» (2020).

## Громадська діяльність
У роки навчання у Сімферопольському державному університеті був співзасновником і пізніше головою Сімферопольського студентського братства, членом Проводу ОСМ «Зарево».
З 2012 р. — координатор Таврійської гуманітарної платформи.
У 2020 р. став співзасновником та першим координатором Крайової Ради Українців Криму, яка є інститутом самоорганізації українців Кримського півострова.

## Нагороди
Лауреат конкурсу «Срібне перо Криму» (2003 р.) за серію публікацій з євроінтеграції України.
Отримав премію на конкурсі І. Гаспринського за публікацію про українсько-кримськотатарські взаємини у 1917 році (2012 р.).